# 小此木麻里
小此木 麻里（おこのぎ まり、1986年8月18日 - ）は、日本の女優。東京都出身。2014年より芸名を小此木 まりと、平仮名にしていたが、2020年10月1日から再び漢字表記にした。

## 略歴
1994年、テレビドラマ『企業病棟』（NHK総合）で子役としてデビューし、1996年より『渡る世間は鬼ばかり』（TBS）に野々下ミカ役で出演。その後も舞台を中心に活動する。
9歳のときから19年間にわたりアトリエ・ダンカンに所属後、2014年にグランジェットに移籍、それに伴い「小此木麻里」から「小此木まり」に改名。2016年よりフリーランスで活動し、同年10月よりエイジアプロモーションに所属する。
2017年、吉沢梨絵の紹介で角松敏生と出会い、2019年のアルバム『東京少年少女』にコーラスと収録曲「It's So Far Away」のデュエットのゲスト・ボーカルで招聘。同年に行われたツアー・12月のライブに吉沢と共にコーラスで参加。翌2020年のアルバム『EARPLAY 〜REBIRTH 2〜』にも参加。
2018年1月1日、歌手の吉武大地と結婚。2020年9月30日、離婚。翌日の10月1日に芸名を再び漢字表記に改名すると発表した。
2021年9月30日を以てエイジアプロモーションを退所。

## 出演

### テレビドラマ
- 企業病棟（1994年、NHK総合）
- エドとハル（1994年、NHK）
- ケヤキ通りの人々（1994年、NHK）
- 渡る世間は鬼ばかり（1995年 - 、TBS） - 野々下ミカ 役
  - 年末スペシャル（1995年12月28日 ）
  - 第3シーズン　（1996年4月4日～ ）
  - 第4シーズン　（1998年10月1日～ ）
  - 第5シーズン　（2000年10月5日～ ）
  - 第6シーズン   （2002年4月4日～ ）
  - 第10シーズン   （2010年10月14日～ ）-最終シリーズ
- 土曜ワイド劇場「新・女弁護士朝吹里矢子4」（1996年、テレビ朝日）
- 連続テレビ小説「すずらん」（1999年、NHK） - 石森さわ 役
- ドラマ 鉄道むすめ〜Girls be ambitious!〜（2008年、東名阪ネット6） - 木村美奈代 役（第1話・第2話）
- セレブと貧乏太郎（2008年、フジテレビ） - 柳原留美子 役

### 舞台
- 山ほととぎすほしいまま（1993年）
- 松平健特別公演・船遊女（1994年）
- 唐人お吉（1994年）
- おしん（1995年）
- かたき同志（1995年）
- 花影の花（1995年）
- ギャング（1996年）
- 音楽劇 赤毛のアン 国連クラシックライブ （1996年）
- 渡る世間は鬼ばかり（1997年）
- 私は私・Memories40中尾ミエ（博品館劇場） - デビュー当時の中尾ミエ 役（2001年）
- てるてる坊主の照子さん・東宝特別公演（2002年、帝国劇場・御園座） - 四女・冬子 役
- ベガーズ・オペラ（2006年・2008年、日生劇場）
- 黄昏にカウントコール（2007年、紀伊國屋ホール）
- オペラ・ド・マランドロ〜リオデジャネイロ 1941〜（2009年） - 娼婦 役
- アドルフに告ぐ（2015年6月、神奈川芸術劇場） - 少女 役
- TEAM NACS 第16回公演「PARAMUSHIR〜信じ続けた士魂の旗を掲げて」（2018年2月3日 - 4月1日、大阪・愛知・札幌・仙台・福岡・東京）

### ミュージカル
- レ・ミゼラブル（1994年） - リトル・コゼット 役
- 楽園伝説（1995年） - リトル・ティモーン 役
- スクルージ（1995年） - マーサ・クラチット 役
- サウンド・オブ・ミュージック（1998年） - ブリギッタ 役
- 新ピーターパン（新国立劇場・地方公演） - 迷子トートルズ 役（2000年）
- パナマ・ハッティー・東宝ミュージカル（2002年、帝国劇場） - ジェリー 役
- イーストウィックの魔女たち・東宝ミュージカル（2003年12月、帝国劇場、2005年7月、博多座、2008年、埼玉・大阪・金沢・名古屋・長野・厚木） - Little girl 役
- BAT BOY THE MUSICAL（2005年2月、シアター1010）
- スーザンを探して（2008年、シアタークリエ）
- Into the Woods（2010年） - 赤ずきん 役
- アニー（2011年、青山劇場） - 孤独ペッパー 役
- メリリー・ウィー・ロール・アロング〜それでも僕らは前へ進む〜（2013年11月1日 - 17日、天王洲 銀河劇場）
- ヴェローナの二紳士（2014年12月7日 - 28日、日生劇場）
- DEATH NOTE THE MUSICAL（2015年4月、日生劇場）
- ピノキオ〜または白雪姫の悲劇〜（2015年8月8日 - 16日・2017年7月15日 - 17日、神奈川芸術劇場） - 主演
- LITTLE WOMAN〜若草物語〜（2015年9月17日 - 27日、日暮里d-倉庫） - エイミー 役
- ジャージー・ボーイズ（2016年7月・2018年9月 - 10月、シアタークリエ）
  - ジャージー・ボーイズ イン コンサート（2018年5月12日・13日、東急シアターオーブ、2020年7月 - 8月、帝国劇場）
- 手紙 TEGAMI 2017（2017年1月20日 - 2月5日、新国立劇場 小劇場／2017年2月11日・12日、新神戸オリエンタル劇場）
- ハートスートラ（2017年4月12日 - 18日、六行会ホール）  - 主演
- I LOVE A PIANO（2017年5月25日 - 6月11日、東京・大阪）
- ソレイル〜太陽の王様〜（2018年5月29日 - 6月10日、絵空箱）
- 不思議なラヴ・ストーリー（2019年1月9日 - 14日、キンケロ・シアター）
- 角松敏生ライブ内・東京少年少女異聞（2021年6月19日、横浜アリーナ）
- あんず〜心の扉をあけて〜（2025年8月20日 - 22日〈予定〉、タクトホームこもれびGRAFAREホール） - 周子 役[9]

### CM
- 神戸製鋼所
- バービー人形マテル
- ミキハウス
- ハウス食品「ククレカレー」（1997年）

### 吹き替え
- 塔の上のラプンツェル（2010年、日本公開は2011年・ディズニー） - ラプンツェルの歌唱部分
- ちいさなプリンセス ソフィア（2012年、ディズニージュニア） - ウェンデル・ハーマン・フィジェット3世
- シュガー・ラッシュ:オンライン（2018年、ディズニー） - アリエル[10]
- 魔法にかけられて2（2022年、Disney+） - ナンシーの歌唱部分
- LEGO ディズニープリンセス：お城の冒険（2023年、Disney+） - アリエル
- ワンス・アポン・ア・スタジオ -100年の思い出-（2023年、ディズニー） - アリエル
- ウィッシュ（2023年、ディズニー） - キノコアンサンブル[11][12]

### ラジオ
- salon de MARI（2018年5月7日 - 2021年3月30日、FM FUJI）

### その他
- キング・トリトンのコンサート（アリエル）
- ディズニーオンアイス(アリエル)